# Équipe d'Iran des moins de 17 ans de football
Maillots
L'équipe d'Iran des moins de 17 ans est une sélection de joueurs de moins de 17 ans au début des deux années de compétition placée sous la responsabilité de la Fédération d'Iran de football. L'équipe a remporté une fois la Coupe d'Asie des nations des moins de 16 ans, et a été une fois quart de finaliste de la Coupe du monde des moins de 17 ans.

## Parcours en Coupe d'Asie des nations de football des moins de 16 ans
- 1985 : Forfait
- 1986 : Non qualifié
- 1988 : Non qualifié
- 1990 : Non qualifié
- 1992 : Non qualifié
- 1994 : Non qualifié
- 1996 : 1er tour
- 1998 : 1er tour
- 2000 :  Finaliste
- 2002 : Suspendu
- 2004 : 4e
- 2006 : Quart de finale
- 2008 :  Vainqueur
- 2010 : 1er tour
- 2012 : Demi-finale
- 2014 : Quart de finale
- 2016 :  Finaliste
- 2018 : 1er tour
- 2023 : Demi-finale

## Parcours en Coupe du monde des moins de 17 ans
| - 1985 : Non qualifié - 1987 : Non qualifié - 1989 : Non qualifié - 1991 : Non qualifié - 1993 : Non qualifié - 1995 : Non qualifié - 1997 : Non qualifié - 1999 : Non qualifié - 2001 : 1er tour - 2003 : Non qualifié |  | - 2005 : Non qualifié - 2007 : Non qualifié - 2009 : Huitième de finale - 2011 : Non qualifié - 2013 : Huitième de finale - 2015 : Non qualifié - 2017 : Quarts de finale - 2019 : Non qualifié - 2023 : Huitième de finale |

## Palmarès
- Championnat d'Asie des moins de 16 ans : 
  - Vainqueur : 2008.
  - Finaliste : 2000 et 2016.

## Anciens joueurs
- Kaveh Rezaei
- Sheys Rezaei
- Hossein Kaebi (2000-2001)